# Vierschansentoernooi 2008
Het Vierschansentoernooi 2008 was de 56ste editie van het schansspringtoernooi dat traditioneel rond de jaarwisseling wordt georganiseerd. Op 30 december was de wedstrijd in Oberstdorf de gebruikelijke opener, op 1 januari had de 
tweede wedstrijd in Duitsland plaats op de vernieuwde schans van Garmisch-Partenkirchen.
Op 4 januari zou normaal gezien de wedstrijd in Innsbruck georganiseerd worden maar door het slechte weer werd de wedstrijd naar Bischofshofen op 5 januari verplaatst. Het Vierschansentoernooi werd afgesloten met de tweede wedstrijd Bischofshofen op 6 januari.
De schansspringer die in deze 4 wedstrijden de meeste punten verzamelt is de winnaar van het Vierschansentoernooi. Alle wedstrijden tellen individueel mee voor de wereldbeker.
De Fin Janne Ahonen schreef geschiedenis door voor de vijfde keer in zijn carrière het Vierschansentoernooi te winnen. Hij doet daarmee één eindzege beter dan Jens Weißflog.

## Oberstdorf

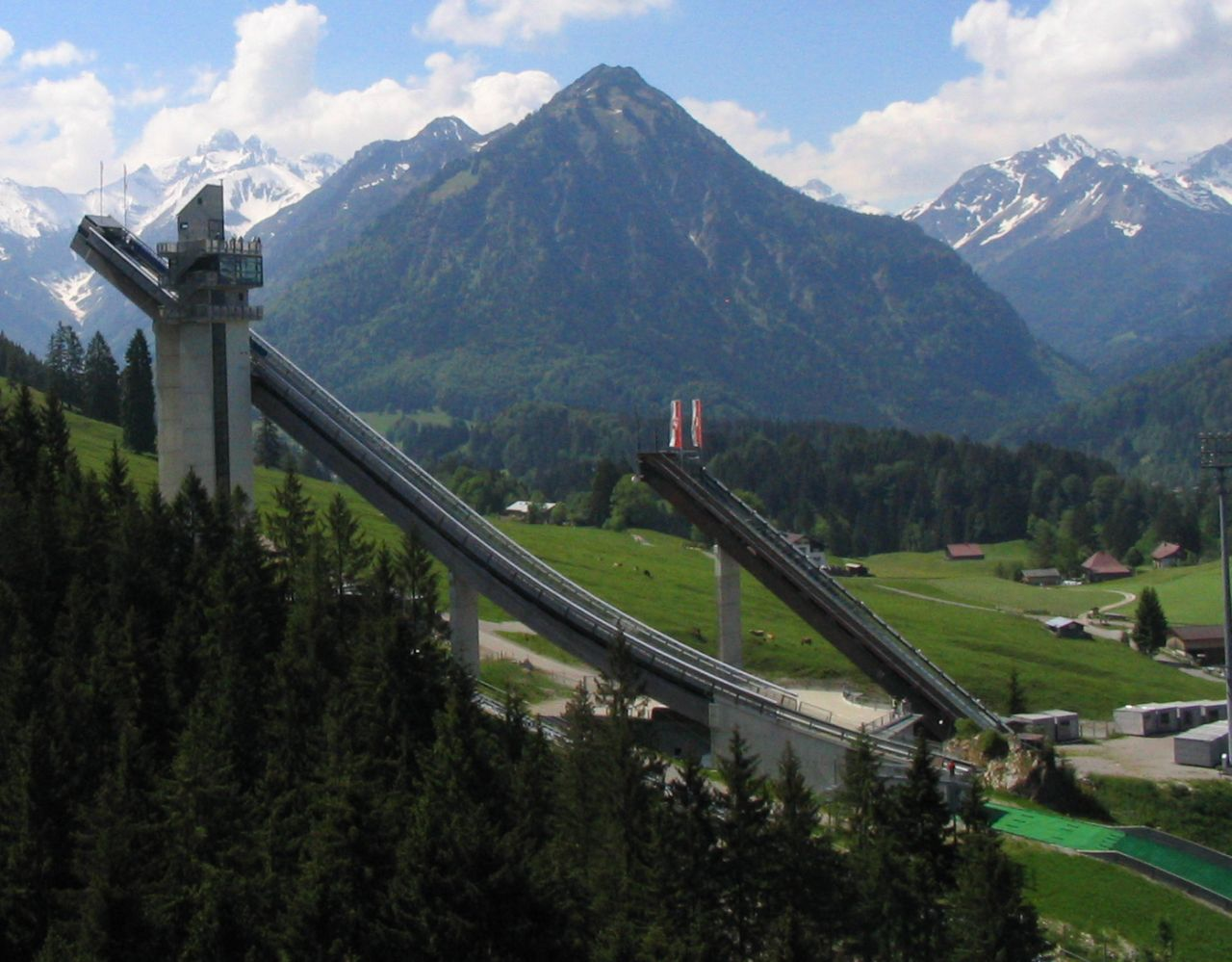
De schans in Oberstdorf

In de eerste ronde, waarbij in een KO-systeem wordt gesprongen, gingen al meteen enkele grote namen ten onder. Zo werd voormalig winnaar van het Vierschansentoernooi Primož Peterka gediskwalificeerd. De Noor Bjørn Einar Romøren, een van de favorieten voor een topklassering, verloor z'n rechtstreekse tweekamp tegen Gregor Schlierenzauer en sprong niet ver genoeg om opgevist te worden. Ook voor de Duitser Michael Uhrmann viel het doek in de eerste springronde. Het drama van de dag viel echter de Oostenrijkers te beurt: Andreas Kofler, een van de topfavorieten voor de eindzege, kwam ten val bij de landing en blesseerde zich daarbij aan het linkerbeen. Achteraf bleek de blessure mee te vallen. Twee twee dagen later stond hij weer bovenaan de schans in Garmisch-Partenkirchen.
In de tweede springronde maakten de Oostenrijkse toppers nog maar eens hun naam waar: Thomas Morgenstern, derde na de eerste ronde, won zijn zevende wedstrijd van het seizoen en zijn jonge teamgenoot Gregor Schlierenzauer werd tweede. De Fin Janne Ahonen, die het Vierschansentoernooi al vier keer won en hiermee samen met Jens Weißflog recordhouder is, werd derde.
| #  | atleet                | land | punten |
| -- | --------------------- | ---- | ------ |
| 1  | Thomas Morgenstern    | AUT  | 295,9  |
| 2  | Gregor Schlierenzauer | AUT  | 280,7  |
| 3  | Janne Ahonen          | FIN  | 279,0  |
| 4  | Tom Hilde             | NOR  | 277,9  |
| 5  | Simon Ammann          | SUI  | 268,9  |
| 6  | Wolfgang Loitzl       | AUT  | 269,4  |
| 7  | Michael Neumayer      | GER  | 259,5  |
| 8  | Anders Jacobsen       | NOR  | 258,3  |
| 9  | Arthur Pauli          | AUT  | 258,2  |
| 10 | Andreas Küttel        | SUI  | 253,0  |

## Garmisch-Partenkirchen

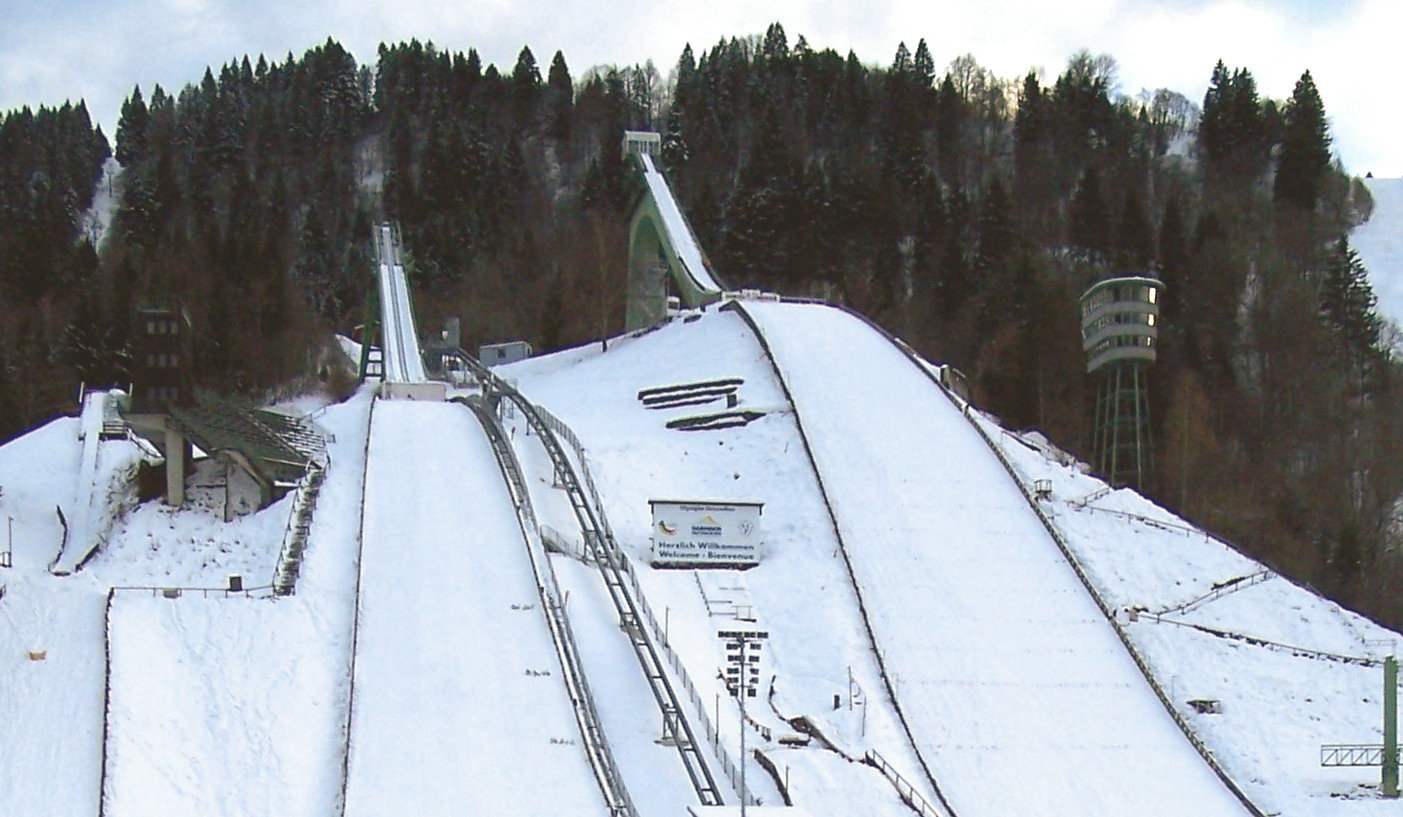
De oude schans in Garmisch-Partenkirchen

De kwalificatie op maandag 31 december moest worden afgelast door hevige sneeuwval en wisselende weersomstandigheden, vooral de wind zorgde voor oneerlijke en soms zelfs gevaarlijke omstandigheden. De kwalificatie werd vervolgens verschoven naar de voormiddag van 1 januari.
Om organisatorische redenen werd beslist om de eerste ronde van de wedstrijd niet met het KO-systeem te houden, maar de gewone modus met twee springrondes te houden.
De spannende wedstrijd op de nieuwe schans in Garmisch werd gewonnen door de pas 17-jarige Gregor Schlierenzauer. Hij hield veteraan Janne Ahonen, aan de leiding na de eerste ronde, net achter zich. De Duitser Michael Neumayer zorgde voor een verrassing door voor het eerst in zijn carrière op het podium te eindigen. De overheerser van het seizoen Thomas Morgenstern kwam niet verder dan een zesde plaats. Hij wordt in de tussenstand van het Vierschansentoernooi gepasseerd door Gregor Schlierenzauer, hij houdt Janne Ahonen nog net achter zich.

#### Uitslag
| #  | atleet                | land | punten |
| -- | --------------------- | ---- | ------ |
| 1  | Gregor Schlierenzauer | AUT  | 274,4  |
| 2  | Janne Ahonen          | FIN  | 272,2  |
| 3  | Michael Neumayer      | GER  | 258,6  |
| 4  | Roman Koudelka        | CZE  | 256,7  |
| 5  | Adam Małysz           | POL  | 256,6  |
| 6  | Thomas Morgenstern    | AUT  | 256,0  |
| 7  | Andreas Küttel        | SUI  | 253,2  |
| 8  | Tom Hilde             | NOR  | 251,7  |
| 9  | Simon Ammann          | SUI  | 247,4  |
| 10 | Wolfgang Loitzl       | AUT  | 246,5  |

#### Tussenstand na 2 van de 4 wedstrijden
| #  | atleet                | land | punten |
| -- | --------------------- | ---- | ------ |
| 1  | Gregor Schlierenzauer | AUT  | 555,1  |
| 2  | Thomas Morgenstern    | AUT  | 551,9  |
| 3  | Janne Ahonen          | FIN  | 551,7  |
| 4  | Tom Hilde             | NOR  | 529,6  |
| 5  | Michael Neumayer      | GER  | 518,1  |
| 6  | Simon Ammann          | SUI  | 517,3  |
| 7  | Wolfgang Loitzl       | AUT  | 515,9  |
| 8  | Andreas Küttel        | SUI  | 506,2  |
| 9  | Roman Koudelka        | CZE  | 504,2  |
| 10 | Adam Małysz           | POL  | 503,5  |

## Innsbruck

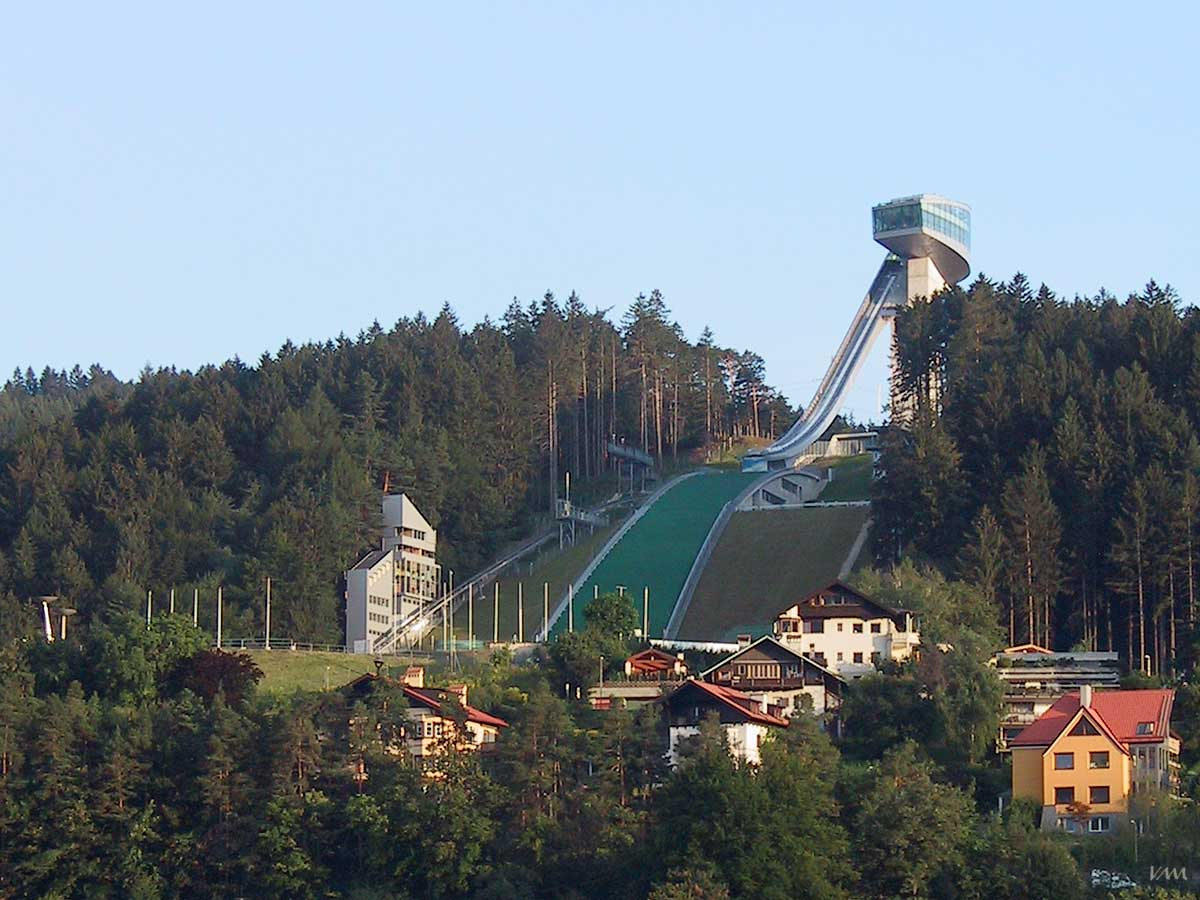
De schans in Innsbruck

De kwalificatie in Innsbruck werd wegens te sterke wind verschoven van donderdag naar vrijdag. Maar ook op vrijdag bleek de wind te sterk, en moest de kwalificatie én de wedstrijd worden afgelast. De FIS besliste daarop de wedstrijd te verplaatsen naar Bischofshofen. Daardoor werd het programma wel grondig door elkaar gehaald. Zo zullen op zaterdag 5 januari zowel de kwalificatie en wedstrijd ter vervanging van Innsbruck worden gehouden en verschuift de kwalificatie voor de afsluitende wedstrijd naar zondag 6 januari. Beide wedstrijden zullen in de gewone modus met twee springronden worden gehouden, de KO-modus zal niet worden gebruikt.
Het is de eerste keer in de geschiedenis van het Vierschansentoernooi dat de wedstrijd in Innsbruck moest worden afgelast.

## Bischofshofen

### Bischofshofen (I)

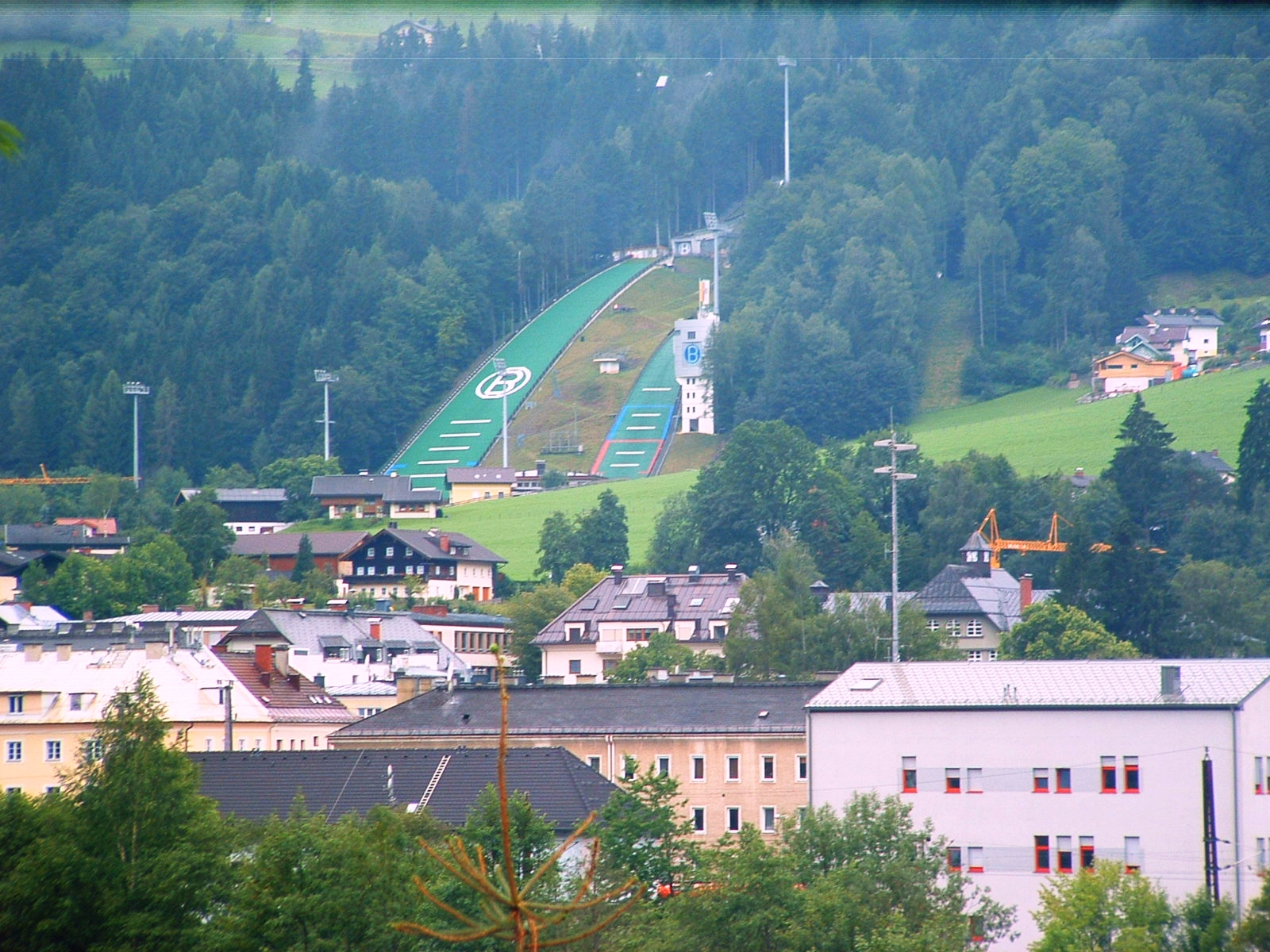
De schans in Bischofshofen

De Finse veteraan Janne Ahonen versloeg de Oostenrijkers in eigen huis en neemt meteen ook de leiding in de tussenstand van het Vierschansentoernooi over. Ahonen profiteerde optimaal van de wedstrijdverschuiving naar Bischofshofen, de schans waar hij bijna dag op dag twee jaar geleden voor het laatst op het hoogste treetje van het podium stond.
Thomas Morgenstern werd tweede en behoudt zo nog steeds een kans op de eindzege, de Zwitser Simon Ammann werd derde na een uitstekende tweede sprong. De jonge Oostenrijk Gregor Schlierenzauer, die in de tussenstand van het Vierschansentoernooi aan de leiding ging na twee wedstrijden, kwam niet verder dan de vijfde plaats. Daardoor moet hij zowel Ahonen als Morgenstern voorbij laten in de tussenstand. Ahonen maakt nu een grote kans om voor de vijfde keer het toernooi te winnen en hiermee het record alleen in handen te krijgen.

#### Uitslag
| # | atleet                | land | punten |
| - | --------------------- | ---- | ------ |
| 1 | Janne Ahonen          | FIN  | 282,5  |
| 2 | Thomas Morgenstern    | AUT  | 271,4  |
| 3 | Simon Ammann          | SUI  | 259,4  |
| 4 | Dmitri Vasiljev       | RUS  | 257,1  |
| 5 | Gregor Schlierenzauer | AUT  | 256,6  |
| 6 | Tom Hilde             | NOR  | 253,5  |
| 7 | Michael Neumayer      | GER  | 249,6  |
| 8 | Wolfgang Loitzl       | AUT  | 246,4  |
| 9 | Andreas Küttel        | AUT  | 244,3  |
| 9 | Adam Małysz           | POL  | 244,3  |

#### Tussenstand na 3 van de 4 wedstrijden
| #  | atleet                | land | punten |
| -- | --------------------- | ---- | ------ |
| 1  | Janne Ahonen          | FIN  | 834,2  |
| 2  | Thomas Morgenstern    | AUT  | 823,3  |
| 3  | Gregor Schlierenzauer | AUT  | 811,7  |
| 4  | Tom Hilde             | NOR  | 783,1  |
| 5  | Simon Ammann          | SUI  | 776,7  |
| 6  | Michael Neumayer      | GER  | 767,7  |
| 7  | Wolfgang Loitzl       | AUT  | 762,3  |
| 8  | Andreas Küttel        | SUI  | 750,5  |
| 9  | Adam Małysz           | POL  | 747,8  |
| 10 | Dmitri Vasiljev       | RUS  | 745,6  |

### Bischofshofen (II)
De Fin Janne Ahonen schreef geschiedenis door voor de vijfde keer het Vierschansentoernooi op zijn naam te schrijven, hij deed het bovendien in stijl door ook de afsluitende wedstrijd te winnen. Thomas Morgenstern hield de Oostenrijkse eer hoog door als derde te eindigen in Bischofshofen en daardoor tweede te worden in de eindstand. Zijn jonge landgenoot Gregor Schlierenzauer kende geen goede dag, hij overleefde de eerste springronde niet, hij werd 42ste en zakte zo in de eindstand van het Vierschansentoernooi terug naar de twaalfde plaats. Daar profiteerde vooral de Duitser Michael Neumayer van, hij werd tiende en behaalde zo de derde plaats in de eindrangschikking.

#### Uitslag
| #  | atleet             | land | punten |
| -- | ------------------ | ---- | ------ |
| 1  | Janne Ahonen       | FIN  | 251,6  |
| 2  | Anders Bardal      | NOR  | 243,6  |
| 3  | Thomas Morgenstern | AUT  | 242,7  |
| 4  | Martin Schmitt     | GER  | 235,7  |
| 5  | Denis Kornilov     | RUS  | 232,6  |
| 6  | Adam Małysz        | POL  | 232,1  |
| 7  | Dmitri Vasiljev    | RUS  | 231,9  |
| 8  | Anders Jacobsen    | NOR  | 231,2  |
| 9  | Pavel Karelin      | RUS  | 227,9  |
| 10 | Michael Neumayer   | GER  | 227,2  |

#### Eindstand na 4 wedstrijden
| #  | atleet             | land | punten |
| -- | ------------------ | ---- | ------ |
| 1  | Janne Ahonen       | FIN  | 1085,8 |
| 2  | Thomas Morgenstern | AUT  | 1066,0 |
| 3  | Michael Neumayer   | GER  | 994,9  |
| 4  | Adam Małysz        | POL  | 979,9  |
| 5  | Dmitri Vasiljev    | RUS  | 977,5  |
| 6  | Andreas Küttel     | SUI  | 959,3  |
| 7  | Anders Bardal      | NOR  | 958,6  |
| 8  | Martin Schmitt     | GER  | 955,9  |
| 9  | Anders Jacobsen    | NOR  | 943,2  |
| 10 | Janne Happonen     | FIN  | 936,6  |